# آيتيس

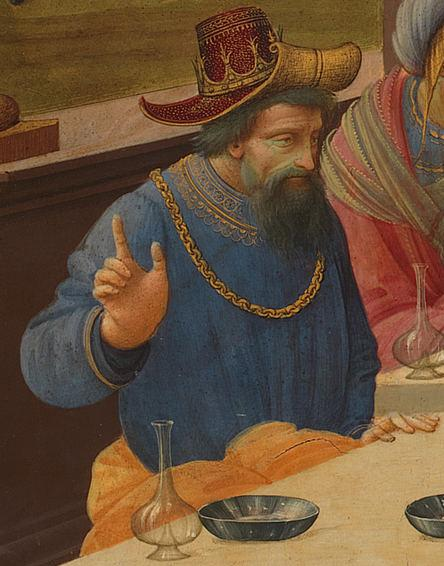
لوحة للملك آيتيس مرسومة من قبل بارتولوميو دي جيوفاني.

آيتيس (بالإنجليزية: Aeëtes)‏ و(باليونانية: Αἰήτης)‏ هو شخصية ذكرت في الميثولوجيا الاغريقية أنه كان ملك كولخيس الموجودة حالياً في جورجيا، وهو ابن إله الشمس هيليوس وبيرسي وهو شقيق كيركي وباسيفاي وهو والد ميديا وكالكيوبي وأبسيرتوس، وزوجاته هن إيديا وأستيروديا وأوقيانيد ونيريد، معنى إسمه هو النسر، أصل آيتيس من كورنثوس وكان له علاقة قرابة مع هيكاته إلهة السحر في الميثولوجيا الإغريقية.